# Nanorana arnoldi
Espèce
Synonymes
- Rana arnoldi Dubois, 1975
- Paa arnoldi (Dubois, 1975)

Statut de conservation UICN

 NT : Quasi menacé
Nanorana arnoldi est une espèce d'amphibiens de la famille des Dicroglossidae.

## Répartition
Cette espèce se rencontre entre 910 et 2 080 m d'altitude :
- dans le nord de la Birmanie ;
- en Chine dans le sud du Tibet et dans le nord-ouest du Yunnan ;
- en Inde dans le nord de l'Uttar Pradesh, au Meghalaya et dans le nord du Bengale-Occidental ;
- dans l'est du Népal.

## Étymologie
Cette espèce est nommée en l'honneur d'Edwin Nicholas Arnold.

## Publication originale
- Dubois, 1975 : Un nouveau sous-genre (Paa) et trois nouvelles espèces du genre Rana. Remarques sur la phylogénies des Ranidés (Amphibiens, Anoures). Bulletin du Muséum National d'Histoire Naturelle, Paris, Zoologie, sér. 3, vol. 324, p. 1093-1115 (texte intégral).